# Vallanca (kommun)
Vallanca är en kommun i Spanien.   Den ligger i provinsen Província de València och regionen Valencia, i den centrala delen av landet, 200 km öster om huvudstaden Madrid. Antalet invånare är 160.